# ابن عبدوس جهشیاری
ابن عبدوس جَهشیاری (؟۹۴۳م) (نسب: ابوعبدالله محمد بن عبدوس بن عبدالله کوفی جهشیاری) تاریخ‌نگار مسلمان و دولتمرد عباسی بود.

## آثار
- «کتاب الوزراء و الکتاب»
- «أخبار المقتدر العباسی»
- «أسمار العرب والعجم والروم وغیرهم»[۱]